# Bautista Mascia
Bautista Mascia Paysée (Montevideo, 25 de noviembre de 1996) es un músico, personalidad de televisión y exrugbier uruguayo, conocido por ser guitarrista y vocalista de la banda de cumbia pop Toco Para Vos. En julio de 2024 se consagró campeón de la undécima temporada de Gran Hermano Argentina.

## Biografía
Mascia nació en Montevideo en 1996, hijo de la uruguaya María Payssé y de un ciudadano argentino, ya fallecido. Tiene tres hermanos, Franco, Catalina y Juan Cruz. Criado en el barrio Carrasco, cursó sus estudios en el Colegio Stella Maris y formó parte del plantel del equipo de rugby Old Christians Club. Fue sobrino político de Gustavo Zerbino, sobreviviente del vuelo 571 de la Fuerza Aérea Uruguaya, quien estuvo casado con su tía materna.
Integró la selección juvenil de rugby de Uruguay jugando en la posición de wing. Con ese equipo se consagró campeón del Sudamericano Juvenil A de Rugby 2015, por lo cual participó en el Trofeo Mundial de Rugby Juvenil 2016 realizado en Zimbabue.
A finales 2013 creó junto a compañeros de clase y de equipo de rugby, la banda de cumbia pop Toco Para Vos, sumando a su prima María «Meri» Deal como vocalista principal. Mascia asumió el rol de compositor, guitarrista y vocalista. Con el lanzamiento de los sencillos «Hasta la Luna», «Solo necesito» y «De vez en cuando», el grupo –que en 2015 firmó con la discográfica Warner Music– saltó a la fama, obteniendo reconocimiento y realizando presentaciones tanto en Uruguay, como en países de la región, tales como Argentina y Chile.
En septiembre de 2020 lanzó su primer sencillo en solitario, «Un cuento». En octubre inició su carrera como solista, con el lanzamiento de un EP titulado Piloto compuesto de seis canciones combinando trap, R&B y pop acústico. En noviembre lanzó «Tu Chongo de Turno 2.0» y en febrero de 2021, «Donald». En marzo de ese año colaboró con Chule Von Wernich en la pista musical «Coffee», y en mayo estrenó «Pa ti de mí».
El 22 de julio de 2021, Mascia lanzó el sencillo «Peaky Blinder» junto con su video musical. A fines de año lanzó «Quién Diría», contando con la colaboración de José Giménez Zapiola. El sencillo formó parte de su álbum Estoy bien, lanzado en septiembre, que fue nominado en 2022 al Premio Graffiti en la categoría «Mejor álbum pop».
En diciembre de 2023 su exposición mediática aumentó, al ser anunciado como participante de la undécima temporada de Gran Hermano Argentina. En mayo de 2024, mientras aún continuaba participando en el programa, se lanzaría su tercer EP luego de sacar Verano Vibes en 2022 titulado Los mejores días compuesto de cuatro canciones con estilos como el R&B. Luego de 7 meses en la casa (208 días en total) de Gran Hermano Argentina, fue consagrado como campeón del reality show el 7 de julio de 2024 con el 56,2% de los votos emitidos.
A inicios de agosto confirmó sus recitales en el Teatro Gran Rex de Buenos Aires y en la sala Montevideo Music Box de Montevideo para septiembre. A fines de mes lanzó «Muero x decírtelo», primer sencillo desde su salida de Gran Hermano, cuyo video musical contó con la participación de su pareja Denisse González, también participante del programa. En octubre presentó, en colaboración con el dúo argentino DesaKTa2, el sencillo «Que Te Vuelva Amor» que mezcla musicalmente cumbia uruguaya y cuarteto cordobés.
El 2 de diciembre fue el artista invitado en el concierto de Lenny Kravitz en el Estadio Centenario de Montevideo. El 17 de diciembre presentó, a 10 años del lanzamiento de la versión original, el remix de «Hasta la Luna» de Toco Para Vos, en colaboración con The La Planta, Q´Lokura, Márama y Meri Deal. El 12 de junio de 2025 lanzó el sencillo «Mi Ex», con la colaboración de Fer Vázquez.

## Discografía

### Canciones

#### Solista
- 2020: «Un cuento»
- 2020: «Descuentos»
- 2020: «Terapia»
- 2020: «Tu Chongo de Turno»
- 2020: «Tiempo»
- 2020: «Sin nombre»
- 2020: «9 canciones»
- 2020: «Tu Chongo de Turno 2.0»
- 2021: «DONALD»
- 2021: «Todo De Nuevo»
- 2021: «MIENTRAS»
- 2021: «Coffee» ft. Chule Von Wernich[25]
- 2021: «PA TI DE MI»
- 2021: «Terapia (en Vivo)»
- 2021: «Peaky Blinder»
- 2021: «Indirecta Para Instagram» ft. Lucauy
- 2021: «Quién Diría» ft. José Giménez Zapiola (El Purre)
- 2021: «Vine Pa Cantarte»
- 2021: «Pegao»
- 2021: «Estoy bien»
- 2021: «Toledo»
- 2021: «Álamo»
- 2021: «Chamuyo»
- 2021: «Superbowl»
- 2021: «Lo intenté»
- 2021: «Monet»
- 2022: «PASAJERO» ft. Chiara Scanzerra
- 2022: «Pasajero (tú y yo en la Luna) - Remix» ft. Chiara Scanzerra y Jupa Necasek
- 2022: «TE LA DEBÍA»
- 2022: «Otra Canción de Bauti.mp3»
- 2022: «Madrid»
- 2022: «Summer»
- 2022: «Como Quiero»
- 2022: «Huelga»
- 2023: «Sueño Americano» ft. Lucauy
- 2023: «No le rompas el alma»
- 2023: «Honolulu» ft. Lauta
- 2023: «La canción más triste»
- 2023: «La canción más feliz»
- 2023: «Ya no me duele :,)» ft. Cele Arrabal[38]
- 2024: «París»
- 2024: «Voy a Mentir»
- 2024: «Los mejores días» ft. Alba Mbengue
- 2024: «Muero x decírtelo»[39]
- 2024: «Que te Vuelva Amor» ft. DesaKTa2
- 2024: «Hasta la Luna Remix» ft. Meri Deal, Q' Lokura, The la Planta y Marama
- 2025: «Ya Fue»
- 2025: «Mi ex» ft. Fer Vázquez
- 2025: «No Fue Culpa Tuya» ft. Amigo de Artistas
- 2025: «Decile»
- 2025: «Dallas»
- 2025: «En Partes»

### Discos de estudio

#### Solista
- 2020: PILOTO.
- 2021: Pendientes.
- 2021: ESTOY BIEN.
- 2022: Verano Vibes.
- 2024: Los Mejores Días.
- 2025: El EP Más Triste.

#### ConToco Para Vos
- 2016: #TocoParaVos.

## Palmarés

### Títulos internacionales
| Título                 | Equipo               | Año  |
| ---------------------- | -------------------- | ---- |
| Sudamericano Juvenil A | Selección de Uruguay | 2015 |

## Premios y nominaciones
| Año  | Premiación       | Categoría                 | Trabajo                | Resultado | Ref.   |
| ---- | ---------------- | ------------------------- | ---------------------- | --------- | ------ |
| 2024 | BreakTudo Awards | Mejor estrella de reality | Gran hermano Argentina | Nominado  | [ 40 ] |
| 2024 | Premios Ídolo    | Canción viral             | «Ya no me duele :,)»   | Nominado  | [ 41 ] |